# L.H. Sarlouisbrug
De L.H. Sarlouisbrug (brug 240) is een vaste brug in Amsterdam-Centrum.
De verkeersbrug is gelegen in de Weesperstraat en overspant de Nieuwe Keizersgracht. De brug heeft een geschiedenis vergelijkbaar met de Dr. Dünnerbrug en Dr. Meijer de Hondbrug, al zal deze iets ouder zijn, vanwege de ontwikkeling van de stad vanuit het centrum. Oudere versies van de bruggen werden in beeld vastgelegd door de schilder Jan Bulthuis (eind 18e eeuw) en de fotograaf Jacob Olie. De bruggen moesten enkele keren vervangen of vernieuwd worden in verband met de ombouw van de Weesperstraat tot radiaalweg van Amsterdam. Piet Kramer ontwierp de versie van 1925. Daarvan is een gedeelte verloren gegaan door verdere verbredingen en de aanleg van de Oostlijn van de Amsterdamse metro, waarvoor de brug gedeeltelijk gesloopt werd. De bakstenen walkanten, geïnspireerd door de Amsterdamse School, en de brugpijlers zijn de enige zaken die nog aan Kramer doen denken.
Naast de brug ligt het rijksmonument Occo's Hofje (Huis van Barmhartigheid), de brug en het tehuis zijn in 1789 in een prent vastgelegd door Jan Bulthuis.
De brug kreeg, net als de Dr. Dünnerbrug en Dr. Meijer de Hondbrug een vernoeming naar een Joods geestelijke, in dit geval Lodewijk Hartog Sarlouis (1884-1942), een opperrabbijn, omgebracht in het concentratiekamp Auschwitz. De vernoeming is opmerkelijk omdat de heer Sarlouis zelf in 1938 aanwezig was geweest bij de opening van een vorige versie van brug 238, sinds 1964 M.S. Vaz Diasbrug genaamd, 100 meter noordelijker.

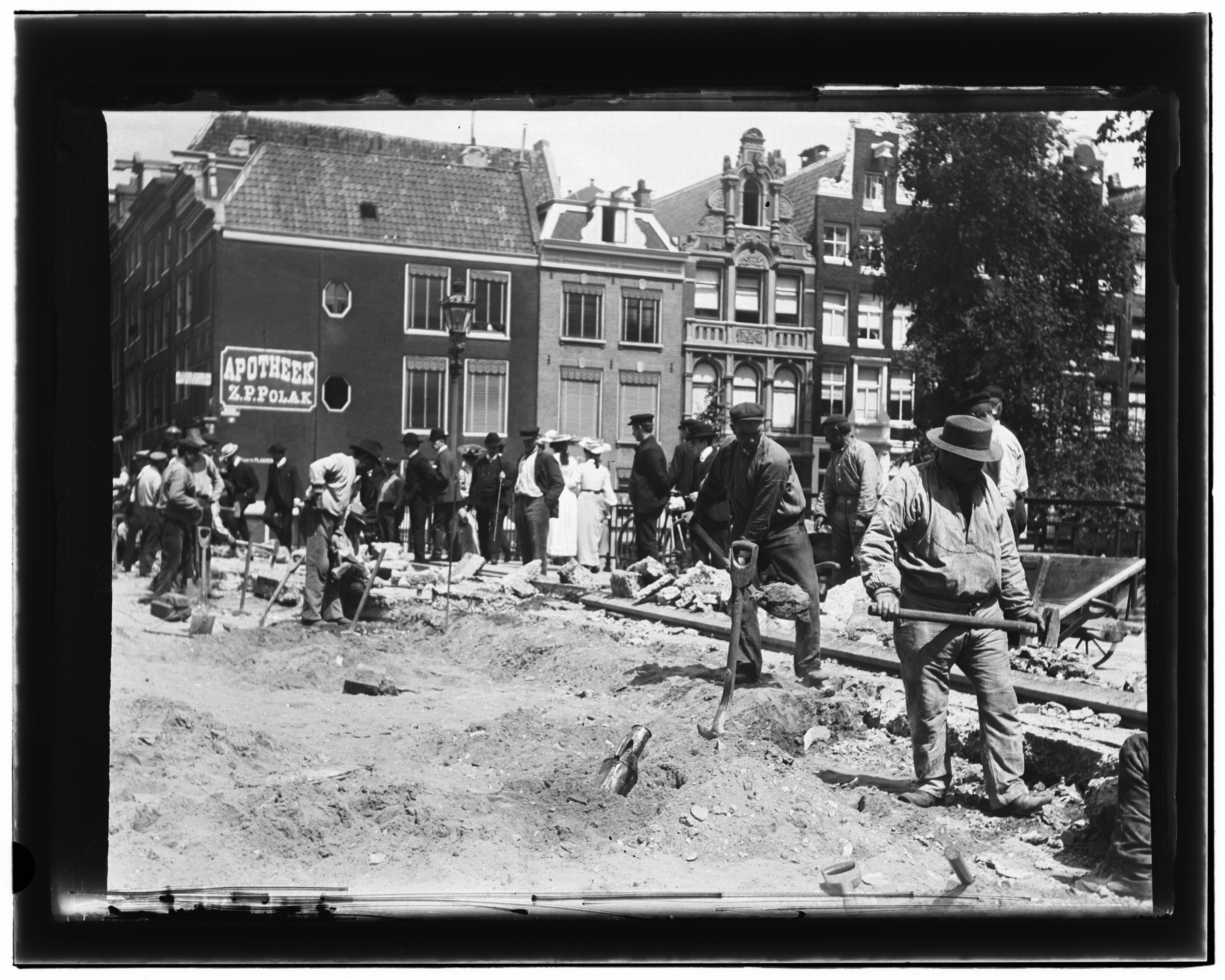
Werkzaamheden aan de brug in 1904 vastgelegd door Jacob Olie
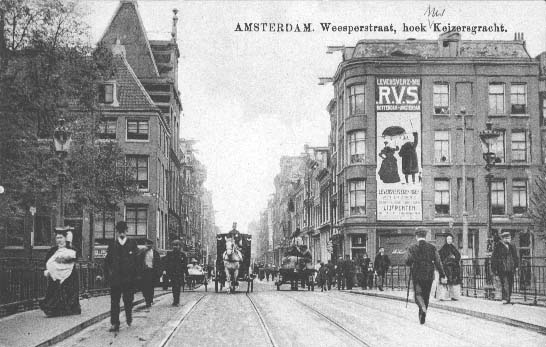
Brug 240 in 1910

<<< · 200 · 201 · 202 · 203 · 204 · 205 · 206 · 207 · 208 · 209 ·  210 · 211 · 212 · 213 · 214 · 215 · 216 · 217 · 218 · 220 · 221 · 222 · 223 · 224 · 225 · 226 · 227 · 228 · 228P · 229 · 230 · 231 · 232 · 233 · 234 · 235 · 236 · 237 · 238 · 239 ·  240 · 241 · 242 · 243 · 244 · 245 · 246 · 247 · 248 · 249 ·  250 · 251 · 252 · 253 · 254 · 255 · 256 · 257 · 258 · 259 · 260 · 261 · 262 · 263 · 264 · 265 · 266 · 267 · 270 · 271 · 272 · 273 · 274 · 275 · 277 · 278 · 279 · 280 · 281 · 283 · 285 · 286 · 287 · 288 · 289 · 290 · 291 · 292 · 293 · 295 · 296 · 297 · 298 · 299 · >>>
Brugnummers 219, 268, 269, 276, 282, 284, 294 zijn niet (meer) in omloop.